# Rock Island (Oklahoma)
Rock Island è un comune degli Stati Uniti d'America, situato nello Stato dell'Oklahoma, nella Contea di Le Flore.